# HMS Grafton (H89)
«Графтон» (H89) (англ. HMS Grafton (H89) — військовий корабель, ескадрений міноносець типу «G» Королівського військово-морського флоту Великої Британії за часів Другої світової війни.
«Графтон» був закладений 30 серпня 1934 на верфі компанії John I. Thornycroft & Company, Вулстон. 20 березня 1936 увійшов до складу Королівських ВМС Великої Британії. Під час Громадянської війни в Іспанії корабель залучався до морської блокади узбережжя, ініційованої Британією та Францією для запобігання контрабанди зброєю протиборчим сторонам. З початком Другої світової війни діяв поблизу англійських берегів, весною 1940 року брав участь у Норвезькій кампанії, а згодом у підтримці сухопутних військ союзників у Французькій кампанії. 29 травня 1940 року під час евакуації англійських військ із Дюнкерського плацдарму потоплений німецьким підводним човном U-62.

## Дизайн, конструкція та озброєння
Ескадрений міноносець «Графтон» належав до класу ескадрених міноносців типу G, що випускалися британськими суднобудівельними компаніями з 1935 по 1939 роки за програмою 1933 року (англ. 1933 Construction Programme) та належали до сьомої серії міжвоєнних або, так званих, «стандартних» есмінців Королівського флоту. Вартість корабля склала £248 785, за винятком озброєння та деякого оснащення.
Корпус корабля мав загальну довжину між перпендикулярами — 98,5 м, бімс — 10,1 м та осадку до 3,8 м. Водотоннажність бойового корабля становила: стандартна — 1350 та повна — 1883 довгих тонн відповідно. Корпус корабля мав десять водонепроникних поперечних перегородок. Подвійне дно й поздовжні водонепроникні перебірки були відсутні, що дало змогу розширити машинні й котельні відділення для розміщення енергетичної установки підвищеної потужності, без конструктивних ускладнень в обслуговуванні.
Головна енергетична установка становила три триколекторні Адміралтейських котли з пароперегрівником і два одноступінчатих редуктори, дві двокорпусні парових турбіни Parsons. Дві турбіни (високого і низького тиску) і редуктор становили турбозубчатий агрегат. Розміщення ГЕУ — лінійне. Котли розміщувалися в ізольованих відсіках, турбіни — у загальному машинному відділенні, при цьому були відокремлені від турбін водонепроникною перегородкою. Робочий тиск пару — 21,2 кгс/см² (20,5 атм.), температура — 327 °С (620 °F).
Проектна потужність становила 34 000 к.с. (27 000 кВт), що мало забезпечити максимальну швидкість ходу (при повному навантаженні) в 36 вузлів (67 км/год). Запас палива зберігався в паливних танках, ємністю 480 тонн мазуту, що забезпечувало дальність плавання 5 530 морських миль (10 240 км) 15-вузловим ходом (28 км/год). Екіпаж корабля становив 137 офіцерів та матросів у мирний час та 146 — у воєнний час.
Корабельна артилерія головного калібру (ГК) у есмінця «Графтон»: чотири 120-мм універсальних швидкострільних гармат QF Mark IX з довжиною ствола 45 калібрів у поодиноких установках CP XVII на центральній осі корабля, що утворювали дві передні та дві кормові вогневі позиції. Максимальний кут піднесення +40°, зниження на −10°. Маса снаряда 22,7 кг, початкова швидкість — 807 м/с. Гармати мали швидкострільність 10—12 пострілів на хвилину на відстань до 15,5 км. Боєзапас становив 200 пострілів на ствол.
Основу зенітного озброєння становили дві зчетверені 12,7-мм зенітні кулеметні установки Vickers .50 Mk III з швидкострільністю 500—600 постр./хв. Боєзапас — 10 000 набоїв на зенітну установку. Зчетверена установка утворювала стіну вогню 18,3 метра в ширину і 15,24 метра у висоту на висоті 915 метрів.
Торпедне озброєння складалося з двох експериментальних 21-дюймових (533-мм) чотиритрубних торпедних апаратів, що розташовувалися в кормовій частині корпусу на осьовій лінії. Есмінець також мав одну напрямну для скидання глибинних бомб і 2 пристрої для їх скидання; на борту перебувало зазвичай 20 глибинних бомб, хоча з початком війни їх кількість збільшили до 35 одиниць.
Для боротьби з підводними човнами противника на британських кораблях використовувалися гідролокатори (англ. ASDIC, Allied Submarine Detection Investigation Committee), які стояли практично на всіх англійських військових кораблях.

## Історія служби

### Початок
У березні 1936 року ескадрений міноносець «Графтон» після введення до строю флоту увійшов до 20-ї флотилії есмінців, але невдовзі переведений до 1-ї флотилії Середземноморського флоту. З 10 серпня до 9 вересня 1936 року він ескортував королівську яхту «Наглін» з королем Едуардом VIII під час його круїзу в східному Середземномор'ї. У роки Громадянської війни в Іспанії корабель залучався до морської блокади узбережжя, ініційованої Британію та Францією для запобігання контрабанди зброї протиборчим сторонам. Літом 1939 року корабель встав на ремонт у мальтійському доці на плановий ремонт.

### Друга світова війна
По завершенню ремонту на Мальті, есмінець разом з «Галант», «Грейгаунд» та «Глоувом» переведений до складу Командування Західних підходів Флоту Метрополії. 22 жовтня 1939 року вони прибули до Плімуту, де залучалися до протичовнових операцій та ескортування конвоїв. Однак, вже у листопаді «Графтон» перевели до 22-ї флотилії у Гарвідж до Командування Нор.
29 жовтня 1939 він врятував 70 матросів з британського транспортного судна «Малабар» (англ. Malabar), котре було торпедоване німецьким підводним човном U-34 180 миль західніше Лендс-Енд.
З 10 січня 1940 року корабель повернули до 1-ї флотилії есмінців, де він залучався до перевірки суден, що рушили між німецькими та голландськими портами на протидії контрабанді. З 26 березня до 14 квітня 1940 року «Графтон» ремонтувався у Кінгстон-апон-Галлі. З початком Норвезької кампанії його перепідпорядкували Флоту Метрополії, для виконання завдань з ескорту транспортних конвоїв до Норвегії.
З 18 травня есмінець з однотипним кораблем «Галант» та «Форсайт» брав участь у рятуванні вцілілих з мінного загороджувача «Принцеса Вікторія», що підірвався на міні. 24 числа вийшов у складі З'єднання «B» з «Галант», «Грейгаунд» та польським «Блискавіця» на патрулювання Північного моря. Звідси направлений на евакуацію військ з узбережжя Франції поблизу Дюнкерка.
26 травня під час облоги Кале він супроводжував легкі крейсери «Аретьюза» та «Галатея» для артилерійської підтримки обложених військ. Наступного дня «Графтон» вивіз 1 600 чоловіків з пляжів Де-Панне і Бре-Дюн.
Зранку 29 травня ескадрений міноносець HMS «Графтон» рятував моряків торпедованого торпедним катером S-30 есмінця «Вейкфул» поблизу Ніувпорта, коли був уражений торпедою в ніс німецькою субмариною U-62 під командою капітан-лейтенанта Ганса-Бернгарда Михайловські (нім. Hans-Bernhard Michalowski). У наслідок ураження стався другий вибух, загинув капітан корабля та ще 15 членів екіпажу. Есмінець розломився навпіл, але залишався на плаву ще тривалий час, завдяки чому усіх постраждалих зняв інший ескадрений міноносець «Айвенго». Артилерійським вогнем залишки британського корабля були потоплені.

## Командири корабля
| № | В/звання | Ім'я                      | Період                         |
| - | -------- | ------------------------- | ------------------------------ |
| 1 | Cdr.     | Мервін Сомерсет Томас     | 19 лютого 1938 — 18 січня 1940 |
| 2 | Cdr.     | Джон Фредерік Бифой Браун | 18 січня — 29 травня 1940      |